# Donsart
Donsart (ook: Donraedt of Doenraede) is een plaats in de Belgische gemeente Aubel.

## Geschiedenis
In 1314 werd Donsart vernoemd als een leen van het Graafschap Dalhem. Het leen behoorde aan de familie De Doenraede, met Marguerite de Doenraede als laatste telg. In 1600 kwam het aan de familie De Gulpen, van 1636-1660 aan Frongteau de Housse dan aan Van der Heyden, om in 1786 verkocht te worden aan Corneille-Léonard Ernst, welke deel uitmaakte van de tak die De Donsart werd genoemd. 
Er was een kasteel, dat bestond uit een omgrachte donjon op rechthoekige plattegrond. In de 17e eeuw werd deze vermoedelijk verbouwd. In de 19e eeuw werd het materiaal van deze donjon gebruikt om twee boerderijen te bouwen, de tegenwoordige huisnummers 26 en 27. Op nummer 25 is nog een boerderij te vinden met wapenschilden van Guillaume van der Heyden, welke zich Belderbusch noemde.